# Шустер-40
Шустер-40 — автоматичний барабанний гранатомет.
У лютому 2021 року Завод «Маяк» презентував поліцейську версію вітчизняного барабанного гранатомету «Шустер-40».
Він призначений для відстрілу 40-мм пострілів уламкових гранат ВОГ-25 або інших аналогічних боєприпасів, що використовує підствольний гранатомет ГП-25.

## ТТХ
- Калібр: 40 мм
- Місткість барабану: 6 гранат
- Прицільна дальність: до 400 метрів

## Система
Гранатомет складається з регульованого прикладу, барабанного блоку стволів, корпусу з віссю та силовою штангою, ударно-спускового механізму з пістолетною рукояткою.